# Campeonato Mundial de Lucha de 1955
El XVI Campeonato Mundial de Lucha se celebró en Karlsruhe (RFA) entre el 21 y el 25 de abril de 1955 bajo la organización de la Federación Internacional de Luchas Asociadas (FILA) y la Federación Alemana de Lucha.  Solamente se compitió en las categorías del estilo grecorromano.

## Resultados

### Lucha grecorromana
| Evento | Oro                       | Plata                       | Bronce                     |
| ------ | ------------------------- | --------------------------- | -------------------------- |
| 52 kg  | Ignazio Fabra · Italia    | Nail Garayev URSS           | Hüseyin Akbaş Turquía      |
| 57 kg  | Vladimir Stashkevich URSS | Yaşar Yılmaz Turquía        | Pietro Lombardi · Italia   |
| 62 kg  | Imre Polyák Hungría       | Müzahir Sille Turquía       | Gunnar Håkansson · Suecia  |
| 67 kg  | Grigori Gamarnik URSS     | Kyösti Lehtonen · Finlandia | Gustav Freij · Suecia      |
| 73 kg  | Vladimir Maneyev URSS     | Anton Mackowiak RFA         | Milorad Arsić Yugoslavia   |
| 79 kg  | Guivi Kartoziya URSS      | György Gurics Hungría       | Horst Heß RFA              |
| 87 kg  | Valentin Nikolayev URSS   | Veikko Lahti · Finlandia    | Karl-Erik Nilsson · Suecia |
| +87 kg | Alexandr Mazur URSS       | Bertil Antonsson · Suecia   | Hamit Kaplan Turquía       |

## Medallero
| Núm. | País       | Oro | Plata | Bronce | Total |
| ---- | ---------- | --- | ----- | ------ | ----- |
| 1    | URSS       | 6   | 1     | 0      | 7     |
| 2    | Hungría    | 1   | 1     | 0      | 2     |
| 3    | Italia     | 1   | 0     | 1      | 2     |
| 4    | Turquía    | 0   | 2     | 2      | 4     |
| 5    | Finlandia  | 0   | 2     | 0      | 2     |
| 6    | Suecia     | 0   | 1     | 3      | 4     |
| 7    | RFA        | 0   | 1     | 1      | 2     |
| 8    | Yugoslavia | 0   | 0     | 1      | 1     |
|      | TOTAL      | 8   | 8     | 8      | 24    |